# 連邦劇場計画

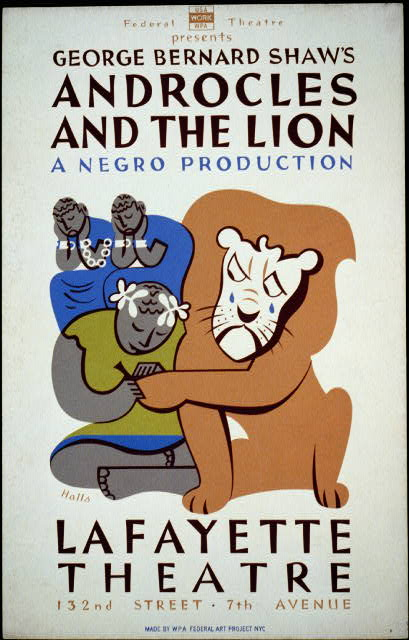
連邦劇場計画が1930年代後半（1936 - 1939ごろ）に企画したバーナード・ショー作 『アンドロクリーズと獅子』 の公演ポスター。黒人俳優らによる「ネグロ・シアター・プロジェクト」の上演作品

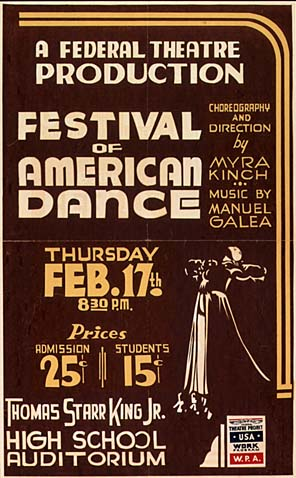
1937年のアメリカン・ダンス・フェスティバルのポスター

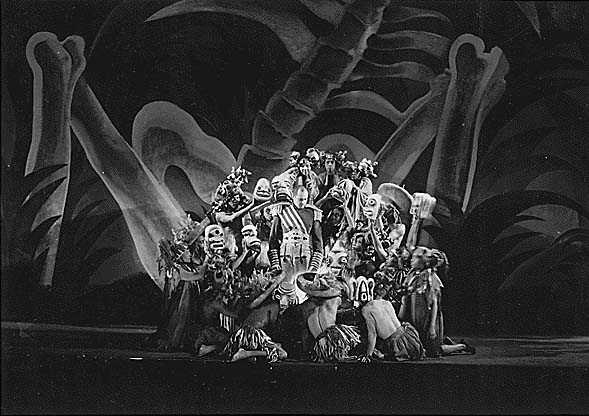
「ネグロ・シアター・プロジェクト」による『マクベス』（1935年ごろ）

連邦劇場計画（れんぽうげきじょうけいかく、Federal Theatre Project、略称: FTP。フェデラル・シアター・プロジェクトとも訳される）はアメリカ合衆国の連邦政府が1930年代の大不況時に打ち出した芸術家支援・救済計画のひとつ。劇場での演劇・ダンス公演に出資して国民に安価な娯楽を提供し、あわせて世界恐慌下で職のない劇作家・俳優・スタッフの雇用を目的とした。

## フェデラル・ワン
世界恐慌に端を発した大不況時代における第二期ニューディール政策の一環、かつ最重要政策として、失業者救済にあたったWPA（雇用促進局・公共事業促進局）が打ち出した施策が、芸術家支援計画「フェデラル・ワン」であった。連邦劇場計画はその一部である。
その第一目的は失業した演劇人たちの雇用にあったが、二次的な目的として、貧困家庭への娯楽提供や、舞台美術や舞台音楽など関連する芸術分野の作品創作があった。連邦劇場計画は立法・行政の手続きを踏んで1935年9月12日に発足し、その投資活動が解消された1939年6月30日まで存続した。連邦劇場計画はフェデラル・ワンの中でも最も多くの予算（総予算の29.1%）を費やした部門だった。
WPAの局長・ハリー・ホプキンスは、名門女子大ヴァッサー大学（Vassar College）の教授で劇作家でもあったハリー・フラナガン（Hallie Flanagan）をFTPの責任者に任命した。彼女が受けた任務は、数千人の失業演劇人を雇用するために、できる限り早急に多数の劇場を「国営劇場」として確保するという気の遠くなるような仕事だった。ホプキンスはさらに、FTP事業は「自由で、大人向きで、検閲なし」であるべきだと彼女に約束した。やがて、この「自由で、大人向きで、検閲なし」という謳い文句はホプキンスやフラナガンの仕事やFTP事業全体を縛ることとなる。

## 政府の検閲
検閲を巡る問題は事業開始直後に発生した。合衆国国務省はFTPの出資した新しい演劇、『エチオピア』の公演に反対した。この演劇はベニート・ムッソリーニの支配するイタリアがエチオピアに侵攻した第二次エチオピア戦争の勃発を受けて書かれたもので、エチオピア皇帝ハイレ・セラシエ1世とその国民のムッソリーニとイタリア軍に対する戦いを描いたものであった。合衆国政府は即座に、「政府機関であるFTPは、ムッソリーニやハイレ・セラシエといった外国の元首を舞台上で描くことは外交問題を避けるためにもやめなければならない」と要求した。FTPは結局圧力に屈し『エチオピア』は上演されなかった。

## リビング・ニュースペーパー
この『エチオピア』という劇は、FTPの長であったフラナガンと彼女のスタッフたちが創案した「リビング・ニュースペーパー（生きた新聞）」と呼ばれる新しいタイプの演劇であった。リビング・ニュースペーパーでは、取材担当者やジャーナリスティックな劇作家らからなるチームが脚本を作った。彼ら彼女らは、新聞から記事を、特に社会を興奮させ議論を起こしている出来事の記事を切り抜いた。例えば苦境にある全米の農村のための農業政策、梅毒の検査、テネシー川流域開発公社の事業、住宅政策の不公平などである。こうした新聞の切り抜きをもとにスタッフが取材し、取材結果をめぐってスタッフや劇作家が討論し場合によってはさらに深い取材をしなおし、最終的に演劇に書き起こされた。これらの劇は観衆に事件の背景や歴史を説明し、しばしばリベラル寄り・進歩的な政策や解決方法の弁護を行った。たとえば『エチオピア』が上演できなかったため事実上の第一作となった1936年の『埋められたAAA（Triple-A Plowed Under）』は、ニューディール政策のうち農民救済のために制定された農業調整法（Agricultural Adjustment Act、AAA）を、連邦最高裁が無効と判断したことをめぐって起きた農民デモを描いたもので、農民の苦境の歴史を説明し連邦最高裁を非難する内容であった。リビング・ニュースペーパーはプロパガンダ色が強く、しばしば内容をめぐって賛否両論を巻き起こしたが、観衆には非常に人気があった。演劇の形態としても、リビング・ニュースペーパーはFTPの残した最も永続的な遺産といえる。

## さまざまな演劇

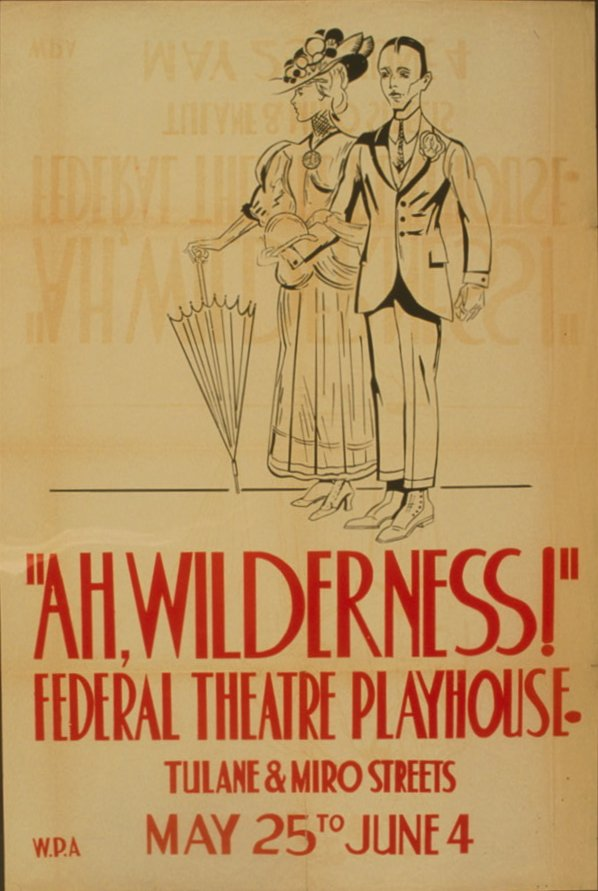
連邦劇場計画が確保した劇場での演劇公演ポスター。ユージン・オニールの『あゝ荒野』

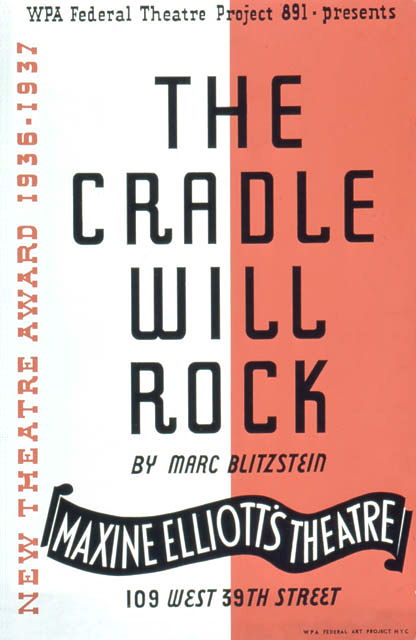
『ゆりかごは揺れる』のポスター

FTPはリビング・ニュースペーパー以外にも歴史劇やミュージカル、社会派演劇など多くの演劇に出資した。特に歴史劇は、アメリカ建国以来の理念を思い出させ、忘れてはならない人々や事件を描いて、逆境に打ち勝つアメリカ精神を称賛したため観衆から非常に人気を博した。
またニューヨーク市で多くの劇場をFTP事業のために使用したほか、南部や西部など全米各地でも、巡回公演や地元の歴史・事件を素材にした演劇制作を行って大きな成果を収めた。
こうした、国民の歴史や地域社会を称賛するものばかりでなく、アメリカの現状を批判する社会派演劇も多く演じられた。その中でも最も議論を呼んだのは1937年のミュージカル、『ゆりかごは揺れる（クレイドル・ウィル・ロック、The Cradle Will Rock）』であった。

### ゆりかごは揺れる
ジョン・ハウスマンがプロデューサーとなり、劇作家マーク・ブリッツスタインが脚本・作曲を行い、22歳のオーソン・ウェルズが演出したこのミュージカルは、ブレヒト流のアレゴリーで企業の腐敗や貪欲、労働者の団結を謳ったものだった。
これは「アメリカ合衆国、スチールタウン」を舞台に、貪欲な企業家ミスター氏に対して主人公ラリー・フォアマンが町民や労働者を団結させ闘いに向かう、というストーリーであった。ブリッツスタインは社会のさまざまな人物を劇中に登場させた。外見上は上品で博愛に満ちながら実は堕落しているミスター夫人、売れない芸術家、貧しい商店主、移民の一家、信仰のない牧師、愛らしい娼婦でヒロインのモルなどである。当時のポピュラー音楽のスタイルを大幅に取り入れてはいるが、劇はせりふのほとんどが歌となっており、曲の中にはオペラのようなクオリティのものもあった。
本来はニューヨークのマキシーヌ・エリオット（Maxine Elliott）劇場において、念入りなセットとフルオーケストラで上演されるはずであったが、FTP内部の「予算削減」のため急遽制作中止となり、俳優組合も所属する役者に対しこの劇のために舞台に立つことを禁じた。ただし制作中止になった実際の原因は、このミュージカルを共産主義的で反アメリカ的・労働組合寄りと見た政府による検閲によるものだと考えられている。
ウェルズ、ハウスマン、ブリッツスタインはとっさに近くのヴェニス劇場とピアノ一台を借り、ブリッツスタインが満員の観客に向かって、一人でせりふと楽曲の全パートを歌いながらピアノを弾くことになった。最初の曲が始まってすぐ、ブリッツスタインは観客の一人が立ち上がり、自分のピアノに合わせて急に歌いだしたことに気付いた。この観客は本来ヒロインのモルを演じるはずだった役者であった。彼女は俳優組合から「舞台に立つ」ことを禁じられていたため、観客席で演技を始めたのであった。続けて本来の役者たちが次々と観客席から立ち上がりブリッツスタインのピアノに合わせて歌い出し、上演終了までの間すべての曲が観客席から演じられた。
この上演を見た詩人アーチボルト・マクリーシュなどを含む観客たちは、これを今までの中で最も心動かされる演劇体験だと感じた。実際はウェルズやハウスマンらが、組合規定を逆手にとって俳優を場内のあちこちにあらかじめ座らせていた演出だったようではあるが、この公演は成功をおさめた。今日このミュージカルが演じられる場合でも大規模なセットやオーケストラはほとんど使われることがなく、この事件へのオマージュのために簡単なセットとピアノだけで演じられることが多い。
この制作の成功によりハウスマンとウェルズは劇団「マーキュリー劇場」を立ち上げさまざまな実験的公演を行った。マーキュリー劇場はラジオにも進出し、1938年には『宇宙戦争』を放送した。

## 連邦劇場計画の遺産
こうした検閲事件などで、政府からも観客からも演劇人からも非難されたFTPではあるが、大きな遺産をアメリカの演劇や映画の歴史に遺した。打ちひしがれた国民に娯楽を提供し、リビング・ニュースパーパーや社会派演劇などさまざまな演目を残したこともさることながら、最大の遺産はその維持・育成した人材である。この計画により、素質のいかんを問わず、多くのスタッフや役者たちが大不況下においても演劇を続けることができ、アメリカの演劇は断絶することを免れた。また若い演劇人にも制作や出演など多くの機会を与えた。一部を例に挙げると、アーサー・ミラー、オーソン・ウェルズ、ジョン・ハウスマン、エリア・カザン、マーク・ブリッツスタイン、アーサー・アレント、アブ・フェダーなどは、FTP時代の作品を通して地位を確立し、後に演劇界や映画界を背負って立つようになった。連邦劇場計画がなければ、彼らは大不況の中で大きな発表の機会には恵まれなかったであろう。